# Thomas Kuhn (Handballspieler)
Thomas Kuhn (* 22. Oktober 1995 in Wien) ist ein österreichischer Handballspieler.

## Spielerkarriere
Kuhn begann in seiner Jugend beim Vöslauer HC Handball zu spielen. Außerdem besuchte er begleitend die Handball-Akademie Bad Vöslau und konnte in seiner Altersstufe den 3. Platz bei der ISF-Schulmeisterschaft 2012 belegen.
Später lief Kuhn für den Vöslauer HC in der ersten Mannschaft auf, die an der HLA Challenge teilnahm. 2014/15 wechselte der Rechtshänder zur Handball Sportunion Leoben und lief damit in der Handball Liga Austria auf. Mit Leoben stieg er 2016/17 in die zweite Liga ab. 2017/18 feierte Kuhn mit dem Team den Meistertitel und stieg damit wieder in die erste Liga auf. 2018/19 stieg das Team erneut ab. 2020/21 wurde der Außenspieler von den BT Füchsen verpflichtet und sicherte sich erneut den Meistertitel der zweiten Liga.

## Erfolge
- Handball Sportunion Leoben
  - Meister 2. Liga Österreich 2017/18
- BT Füchse
  - Meister 2. Liga Österreich 2020/21

## Saisonstatistik

### HLA Meisterliga
| Saison    | Verein                     | Spielklasse     | Spiele | Tore | 7-Meter      | Feldtore |
| --------- | -------------------------- | --------------- | ------ | ---- | ------------ | -------- |
| 2016/17   | Handball Sportunion Leoben | HLA Meisterliga | 029    | 071  | 0/0          | 071      |
| 2018/19   | Handball Sportunion Leoben | HLA Meisterliga | 029    | 079  | 0/0          | 079      |
| 2021/22   | BT Füchse                  | HLA Meisterliga | 028    | 035  | 1/1          | 034      |
| 2022/23   | BT Füchse                  | HLA Meisterliga | 024    | 043  | 4/4          | 039      |
| 2023/24   | BT Füchse                  | HLA Meisterliga | 025    | 037  | 4/5          | 033      |
| 2024/25   | BT Füchse                  | HLA Meisterliga | 023    | 130  | 38/43        | 092      |
| 2016–2025 | gesamt                     | HLA Meisterliga | 158    | 395  | 47/53 (89 %) | 348      |